# Ryan AQM-91 Firefly
Il Ryan AQM-91 Firefly fu un velivolo sperimentale sviluppato durante la guerra del Vietnam come APR da ricognizione a lungo raggio, che potesse arrivare in Cina.

## Sviluppo
Il drone da ricognizione Ryan Model 147 Lightning Bug fu un successo in Vietnam nei primi anni sessanta, ma mancava dell'autonomia necessaria per volare fino in Cina e ritorno. In particolare, l'impianto di sviluppo nucleare a Lop Nur era fuori dal raggio d'azione del Lightning Bug, ed era appena entro il raggio dell'aereo spia Lockheed U-2, che era divenuto troppo vulnerabile ai SAM. All'intelligence statunitense serviva un drone a lungo raggio con un alto tasso di sopravvivenza. Tali requisiti portarono alla progettazione di un APR completamente nuovo, non ad una semplice modificazione del drone precedente.
La Ryan perseguiva concetti di droni avanzati. Dopo contatti con la CIA, che però non si concretizzarono, la Ryan portò il suo avanzato concetto di APR all'Air Force nei primi mesi del 1966. La USAF ne fu interessata, e apri una concorso di progetti, con la Ryan in competizione con la North American Aviation. Vinse la Ryan nel giugno del 1966, ed avviò un nuovo progetto con il nome "Model 154 / AQM-91A Firefly". Il disegno di base ricordava il drone Model 136 Red Wagon che la stessa Ryan aveva proposto precedentemente nel decennio, ma che poi cambiò in favore di un Firebees modificato. Il nome "Firefly" venne recuperato da un precedente programma di modello per un nuovo drone, anche se viene anche chiamato "Compass Arrow" a causa del nome del programma.
Il Model 154 aveva un motore sulla punta della fusoliera per ridurre la traccia radar e infrarossa dalla vista dal basso, così come le due punte della coda per nascondere lo scarico del motore. Ai lati è piatto e inclinato per nascondersi ai segnali radar, e fu costruito usando un'alta percentuale di compositi di plastica, che hanno una minore riflettività radar del metallo. L'aereo era mosso da un motore a turbogetto General Electric YJ97-GE-3 generante 1815 kg di spinta, con gli ugelli di scarico mescolati ad aria per ridurre la traccia agli infrarossi. Il YJ97 deriva da un motore dimostrativo della General Electric chiamato "GE1".
Il Model 154 doveva essere lanciato dall'aereo madre DC-130 Hercules, e recuperato a mezz'aria da un elicottero. Aveva un pilota automatico di navigazione di precisione, un impianto per la ricognizione, un impianto di auto-distruzione per evitare che niente della macchina finisse in mani nemiche, e anche contromisure elettroniche per incrementare l'indice di sopravvivenza. L'apparecchiatura primaria per la ricognizione era una camera panoramica Itek, ma inizialmente doveva essere una camera a infrarossi o un sistema SIGINT.
Il sistema d guida era progettato per la navigazione sicura con un percentuale di errori non più alta del 50%. Lo sviluppo del sistema di guida si rivelò molto complesso, e il primo volo del Model 154 non ebbe luogo fino al settembre 1968.
I test di volo vennero condotti nel sud-ovest degli Stati Uniti. Il progetto era top secret, ma il 4 agosto 1969 uno dei prototipi ebbe un guasto e precipitò nei pressi del complesso di ricerca nucleare di Los Alamos durante l'ora di pranzo. Quella zona non era area riservata, e i giornalisti locali riuscirono a pubblicare le foto dell'aereo. L'Air Force rilasciò una dichiarazione che affermava che l'aereo era un "obiettivo d'alta quota", ma se questa dichiarazione poteva essere creduta nel 1959, non lo fu nel 1969.
I voli di prova vennero sospesi per poche settimane mentre le procedure venivano riscritte. I voli quindi ripresero, culminando in una valutazione a lungo-raggio negli ultimi mesi del 1971. Il Model 154 venne dipinto, raggiunse la sua altitudine massima di buon margine, e provando di essere quasi invisibile ai radar. Tuttavia, la giustificazione del programma svanì con il cambiamento della situazione politica. Nel luglio del 1971 il Presidente Richard Nixon iniziò delle trattative diplomatiche con la Cina e i voli di ricognizione nello spazio aereo cinese vennero cancellati. Il programma di ricognizione via satellite, dopo essere stato interrotto negli anni sessanta, fu riattivato. Il primo lancio dell'avanzato satellite "Big Bird" il 15 giugno 1971 rese possibile raccogliere informazioni di intelligence senza provocare i cinesi.
Il programma del Model 154 rimase in vita ancora per qualche anno, il drone fu infine accantonato nel 1973 e demolito pochi anni dopo. In totale 28 modelli vennero costruiti, e di questi 20 erano gli esemplari prodotte in serie.